# Collinsonia
Collinsonia és un gènere amb 11 espècies acceptades d'angiospermes que pertany a la família de les lamiàcies.

## Taxonomia
- Collinsonia anisata Sims
- Collinsonia australis (C.Y.Wu & H.W.Li) Harley
- Collinsonia canadensis L.
- Collinsonia elsholtzioides (Merr.) Harley
- Collinsonia glandulosa (C.Y.Wu) Harley
- Collinsonia japonica (Miq.) Harley
- Collinsonia macrobracteata (Masam.) Harley
- Collinsonia punctata Elliott
- Collinsonia sinensis (Diels) Harley
- Collinsonia szechuanensis (C.Y.Wu) Harley
- Collinsonia verticillata Baldwin